# Stromatopteris
Stromatopteris es un género monotípico de plantas vasculares perteneciente a la familia Gleicheniaceae. Su única especie: Stromatopteris moniliformis Mett., es originaria de Nueva Caledonia.